# Golpe de Estado en Burkina Faso de 1987
El golpe de Estado en Burkina Faso de 1987 fue un sangriento golpe militar, que tuvo lugar el 15 de octubre de 1987 en Burkina Faso. El golpe fue organizado por el capitán Blaise Compaoré contra el histórico presidente socialista Thomas Sankara, su antiguo amigo y socio durante el levantamiento de 1983.

## Eventos
Sankara fue asesinado por un grupo armado con otros doce funcionarios, en un tiroteo en el palacio presidencial en Uagadugú. Murió en el apogeo de su poder y popularidad, y sólo cuatro años después de haber llegado al poder. Durante la noche siguiente al tiroteo, los cuerpos de Sankara y sus asociados fueron enterrados en el cementerio de Dagnoen, situado al este de Uagadugú, por prisioneros detenidos unas horas antes.
Esa misma tarde, un militar anunció por la radio la dimisión del presidente Sankara y declaró la disolución del Consejo Nacional de la Revolución (CNR), sin mencionar la muerte del presidente. Tras este anuncio, los militares golpistas añadieron que a partir de ahora el CNR será sustituido por el recién creado Frente Popular dirigido por Blaise Compaoré. Inmediatamente después, Compaoré asumió la presidencia; Citó el deterioro de las relaciones con los países vecinos como una de las razones del golpe, y dijo que el antiguo presidente había comprometido las relaciones exteriores con la ex potencia colonial Francia y la vecina Costa de Marfil. Ya en el poder, Compaoré calificó a su antiguo amigo, Thomas Sankara, entre otras cosas, de «traidor» y «megalómano».
Unos meses después del tiroteo en el palacio presidencial se anunció la muerte de Sankara y de otros doce miembros de su gabinete, lo que provocó una ola de conmoción en toda la nación africana.

## Consecuencias
Tras el golpe y aunque se sabía que Sankara estaba muerto, algunos CDR (formados por Sankara, inspirados por los CDR de Cuba) montaron una resistencia armada a los militares durante varios días.
Compaoré describió el asesinato de Sankara como un «accidente», pero las circunstancias de su muerte nunca fueron investigadas adecuadamente. El cuerpo de Sankara fue desmembrado y enterrado en una tumba sin nombre mientras que su esposa Mariam y sus dos hijos huyeron del país. La autopsia de 2015 reveló que el cuerpo de Sankara estaba «acribillado» con «más de una docena» de balas, según informó uno de los abogados que representaban a Mariam Sankara.
El nuevo gobierno introdujo una política de «rectificación», revirtió inmediatamente las nacionalizaciones de su predecesor, revocó casi todas las políticas izquierdistas y tercermundistas de Sankara y se reincorporó al Fondo Monetario Internacional y al Banco Mundial para obtener fondos «desesperadamente necesarios» para restaurar la economía que según dijo estaba «destrozada».
Compaoré, que inicialmente gobernaba en triunvirato bajo el Frente Popular con el mayor Jean-Baptiste Boukary Lingani y el capitán Henri Zongo, en septiembre de 1989 hizo arrestar a ambos, los acusó de conspirar para derrocar al gobierno, los juzgó sumariamente y los ejecutó. Compaoré continuó gobernando el país hasta que fue derrocado en el levantamiento burkinés de 2014.

### Implicación de Liberia
Prince Johnson, ex señor de la guerra liberiano aliado de Charles Taylor, también conocido por supervisar el asesinato del presidente Samuel Doe, dijo a la Comisión de la Verdad y la Reconciliación de Liberia que el golpe fue organizado por Taylor. La investigación realizada desde 2015 para esclarecer las circunstancias del asesinato de Sankara parece descartar esta hipótesis, aunque persisten las dudas.

## Proceso
En 1997, Mariam Sankara presentó una denuncia ante los tribunales burkineses por el asesinato de su marido, aunque no fue hasta junio de 2012 que la Corte Suprema dictaminó que el caso podía continuar. Con la apertura progresiva del régimen del país, finalmente pudo regresar a Burkina Faso en 2007 para asistir a las conmemoraciones organizadas en honor del vigésimo aniversario de la muerte de su marido. Grandes multitudes la recibieron a su llegada a la capital, Uagadugú.
A finales de octubre de 2014, estalló un levantamiento en Burkina Faso para protestar contra el presidente Blaise Compaoré, que intentaba prolongar su presidencia de 27 años. Debido a estas protestas, Compaoré se vio obligado a dimitir y abandonar el país. En respuesta a este levantamiento, Mariam Sankara emitió un comunicado felicitando al pueblo burkinés por su victoria y pidiendo el procesamiento de Compaoré por sus crímenes. Regresó nuevamente a su país en 2015. Continúa su lucha por la justicia en Burkina Faso para arrojar luz sobre la muerte de su marido. También presentó una solicitud en Francia para el levantamiento del secreto de defensa sobre los documentos relacionados con este evento y una solicitud de investigación parlamentaria a la Asamblea Nacional francesa.
El 6 de abril de 2022, un tribunal militar de Uagadugú condenó a Blaise Compaoré, sucesor y antiguo amigo de Thomas Sankara, exiliado en Costa de Marfil, a cadena perpetua por «complicidad en asesinatos» y «atentado contra la seguridad del Estado». Mariam Sankara asistió a la lectura del veredicto.